# Palizzata (araldica)
La palizzata, o steccato, è una figura araldica costituita da una fascia attraversante tre pali, il tutto scorciato.

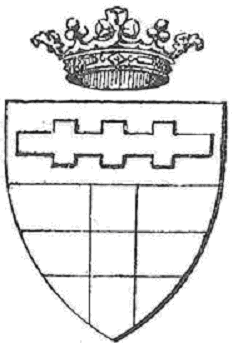
Capo caricato d'una palizzata
Capo d'argento, caricato di uno steccato scorciato di nero[2] (stemma della famiglia Pallavicino di Genova)